# Xã Dayton, Quận Newton, Missouri
Xã Dayton (tiếng Anh: Dayton Township) là một xã thuộc quận Newton, tiểu bang Missouri, Hoa Kỳ. Năm 2010, dân số của xã này là 1.605 người.